# (10540) Hachigoroh
(10540) Hachigoroh (1991 VP4) – planetoida z pasa głównego asteroid okrążająca Słońce w ciągu 5,47 lat w średniej odległości 3,1 j.a. Odkryta 13 listopada 1991 roku.